# La Sensation du pouvoir
La Sensation du pouvoir (titre original : The Feeling of Power) est une nouvelle de science-fiction d'Isaac Asimov, parue pour la première fois en février 1958 dans le magazine If. Elle est parue en langue française dans les recueils L'avenir commence demain, où elle s'intitule Sept fois neuf…, et dans Le Robot qui rêvait.

## Résumé
Dans un futur assez lointain, l'humanité a perdu la faculté de calculer, ne se fiant qu'aux ordinateurs de poche. On ne sait même plus écrire les chiffres, ni compter.
Or la guerre entre la Terre et Deneb est dans l'impasse à cause d'une égalité de puissance de calcul : les missiles, trop bien guidés, s'annihilent en vain. Il faut une percée technologique, mais laquelle ?
Le modeste technicien Myron Aub apporte la solution. Sous les yeux de son chef, le Programmateur de Première classe Joshua Sherman, et d'un général et d'un député incrédules, il calcule, sur le papier et de tête, des chiffres de plus en plus complexes. Pour lui, cette science, la graphitique (le calcul avec un crayon à papier), n'est qu'un hobby ; pour eux, c'est une révolution ! Si chaque homme devient un ordinateur, si on peut construire des navires à équipage humain sacrifiable, la guerre est gagnée !
Myron Aub est donc nommé chef d'un « Projet Manhattan » mathématique, mais il se suicide devant la perspective de nouvelles morts. L'affaire est tue : Myron Aub restera un héros, d'autres poursuivront ses recherches, et devant sa tombe, Joshua Sherman se délecte de la sensation de pouvoir qu'il a en calculant sept fois neuf.
Cette nouvelle amère illustre l'incorrigible bêtise des hommes, qui chercheront toujours une application guerrière à la science, même lorsqu'ils ne la comprennent pas.